# Raoul Roussel
Raoul Roussel (Villedieu-les-Poêles, tra il 1385 e il 1390 – Rouen, 31 dicembre 1452) è stato un arcivescovo cattolico francese.

## Biografia
Raoul Roussel è nato tra il 1385 e il 1390 a Villedieu-les-Poêles da una famiglia di umili origini. Nel 1403 ha conseguito un bachelor of Arts a Parigi, e poi ha studiato giurisprudenza ad Orléans. Nel 1415 è nominato suddiacono a Géfosse-Fontenay. Nel 1416 si è laureato in diritto canonico a Parigi, dove è stato allievo del cardinale Jean de la Rochetaillée.  Nel 1417 è diventato preside della Facoltà di Giurisprudenza della Sorbona e, nel 1420, canonico di Rouen. Nel marzo 1421, essendo stato nominato tesoriere della cattedrale di Rouen, si è trasferito da Parigi a Rouen.
Mentre era tesoriere a Rouen, nella cattedrale si è tenuto il processo a Giovanna d'Arco. È stato eletto arcivescovo di Rouen il 4 dicembre 1443 e confermato da papa Eugenio IV il 31 gennaio dell'anno successivo. Il 26 luglio 1444 è stato consacrato nella chiesa abbaziale di Saint-Ouen di Rouen dal vescovo di Bayeux Zanone Castiglioni, co-consacranti il vescovo di Avranches Martin Pindard ed il vescovo di Lisieux Pasquier de Vaux.
È morto il 31 dicembre 1452. È stato sepolto nella cappella Notre-Dame della cattedrale di Rouen. I suoi funerali sono stati solennemente celebrati nella cattedrale dal vescovo di Laon Antoine Crespin.

## Genealogia episcopale
La genealogia episcopale è:
- Vescovo Zanone Castiglioni
- Arcivescovo Raoul Roussel